# Castello di Ragusa Ibla

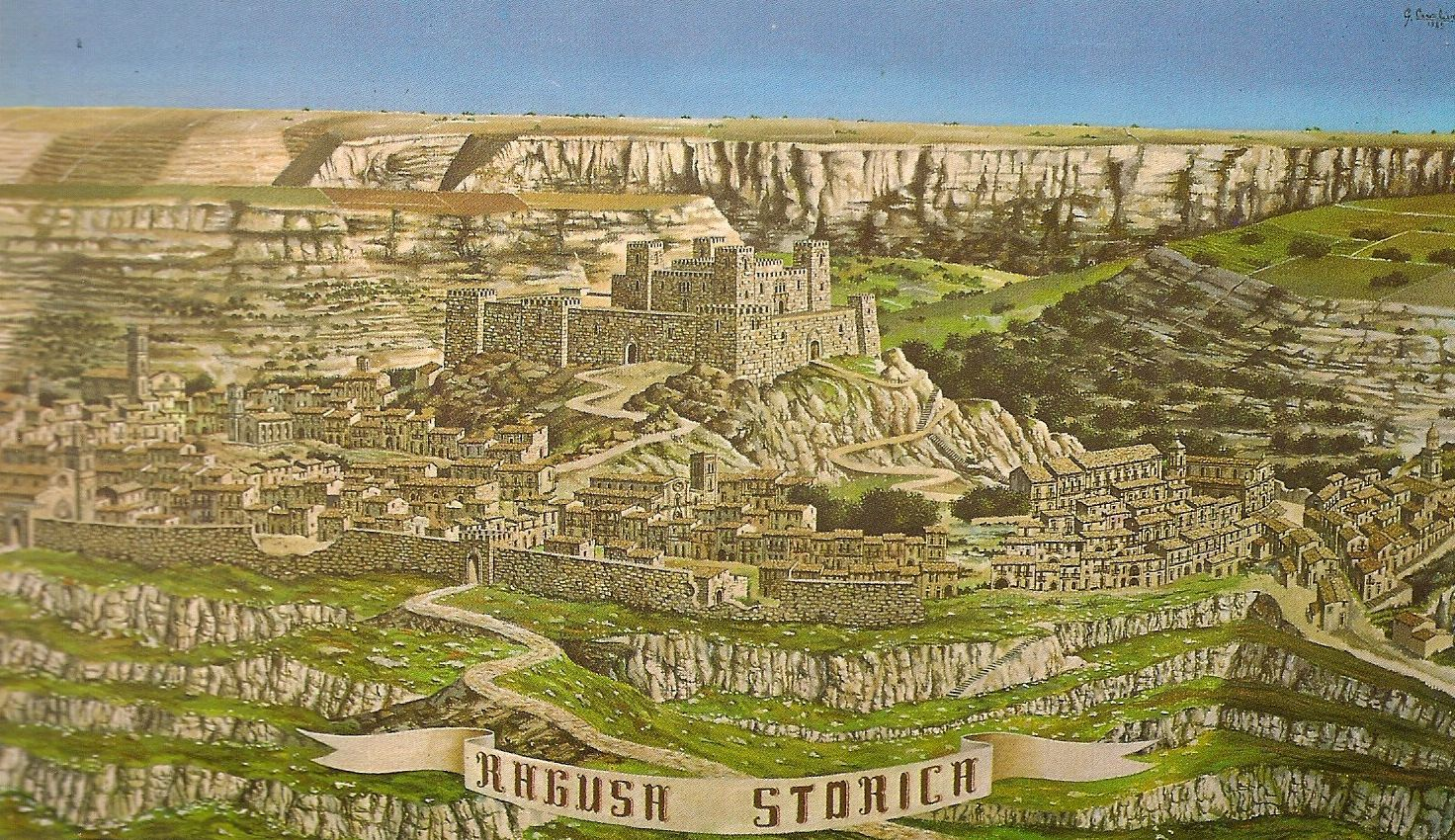
Riproduzione grafica del castello.

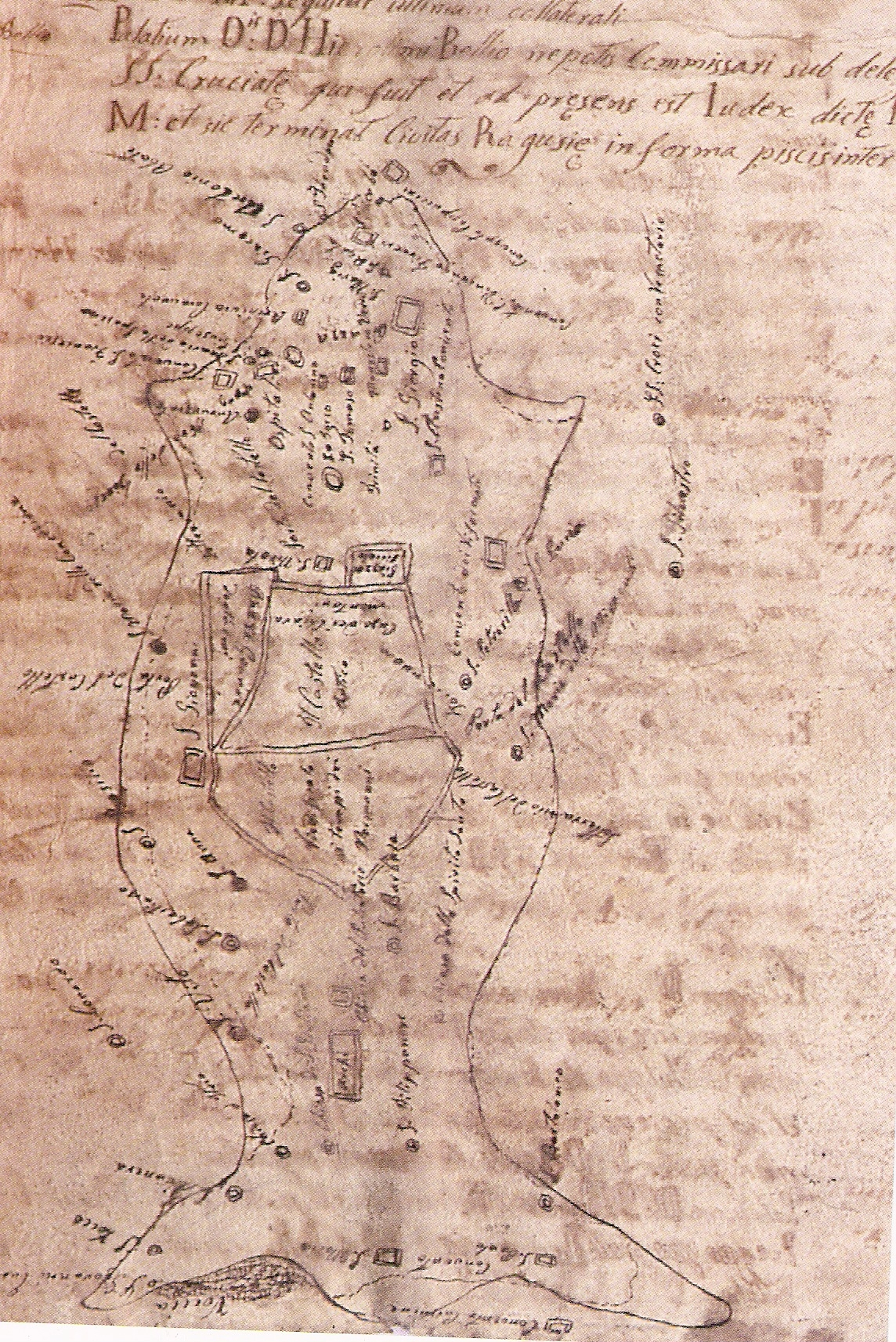
Mappa di Ibla con il castello (1800).

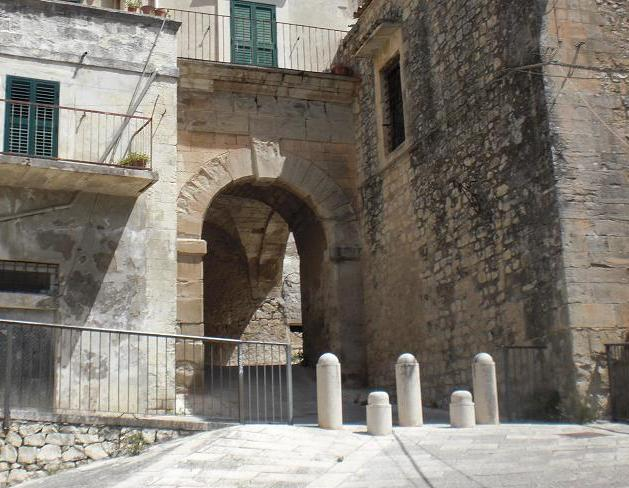
Porta Walter

Il castello di Ragusa Ibla o castello di Ragusa fu una fortezza militare e centro politico che sorgeva a Ragusa Ibla sulla parte più alta del quartiere storico di Ragusa.

## Storia
Costruito in posizione strategica lungo la valle dell'Irminio le prime mura difensive furono inalzate in epoca bizantina in cima al monte su cui sorge l'odierna Ragusa Ibla.
Già presente all'arrivo degli arabi nei primi anni del IX secolo, il castello subì un primo assedio nel 844. Capitolato agli attacchi delle truppe capitanate da Muḥammad ibn Khafāja nel 848 lo scrittore arabo Ibn Fadl'Allah lo definì "il più grande e più bello di Sicilia". Lo storico Michele Amari ne scriveva: "I valorosi abitanti di Ragusa scossero sovente il giogo arabo grazia anche al fortissimo castello". Durante il periodo normanno fu fortificato ulteriormente e reso praticamente inespugnabile, tanto da diventare la sede del potente Goffredo d'Altavilla. Tra il XI e XII secolo fu centro amministrativo e giuridico della Contea di Ragusa. Nel 1194 il castello fu assediato e conquistato da Enrico VI di Svevia portando la città sotto il controllo Svevo. Tommaso Fazello nel 1558 ne scrisse: "il gran castello di Ragusa, il quale sebbene è moderno, è nondimeno bello e ricco".
Nel 1693 a causa del catastrofico terremoto del Val di Noto il castello fu parzialmente distrutto e mai ripristinato. I ruderi vennero demoliti all'inizio del '900 per far posto alla costruzione del Comando Distretto Militare di Ragusa.

## Descrizione
Era costituito da quattro poderose torri: la Balena, la Nuova, la Vecchia e quella detta d'Ercole. Inoltre possedeva due baluardi e quattro porte: la Nestoria, la Ferrea, la porta del Pozzo e la Nuova. All'interno si trovavano due piazze d'armi, inoltre le mura erano circondate da un ampio fossato. Sopra una delle porte vi era scolpita una testa di bue con un corno rotto, in memoria della vendetta del conte di Ragusa Manfredi Chiaramonte contro Carlo III d'Angiò.
Della cinta muraria difensiva della città rimangono solo la Porta Walter, edificata nel 1643, e brevi tratti sparsi inglobati nell'area urbana. Porzioni delle prime mura bizantine sono visibili, e marcate con la segnaletica turistica, accanto alla chiesa del santissimo Signore Trovato alla periferia orientale dell'abitato, e dietro la chiesa delle Santissime Anime del Purgatorio nel quartiere degli Archi all'estremità occidentale del quartiere.

## Odonomastica
Anche nell'odonomastica di Ragusa Ibla troviamo alcuni nomi a testimonianza dei siti del castello.
|                       | \| Via \| Posizione \| \| --------------------- \| ------------------------- \| \| Chiasso della Guardia \| 36°55′32.7″N 14°44′21″E \| \| Salita del Castello \| 36°55′31″N 14°44′30″E \| \| Via Porta Modica \| 36°55′29″N 14°44′45″E \| \| Via Porta Mulini \| 36°55′36″N 14°44′32″E \| \| Via Porta Walter \| 36°55′32″N 14°44′35″E \| \| Via Torrenuova \| 36°55′32″N 14°44′22″E \| \| Via Torrevecchia \| 36°55′37.8″N 14°44′33.2″E \| |
| Via                   | Posizione |
| Chiasso della Guardia | 36°55′32.7″N 14°44′21″E |
| Salita del Castello   | 36°55′31″N 14°44′30″E |
| Via Porta Modica      | 36°55′29″N 14°44′45″E |
| Via Porta Mulini      | 36°55′36″N 14°44′32″E |
| Via Porta Walter      | 36°55′32″N 14°44′35″E |
| Via Torrenuova        | 36°55′32″N 14°44′22″E |
| Via Torrevecchia      | 36°55′37.8″N 14°44′33.2″E |